# Nicolas Kiefer
Nicolas Kiefer, född 5 juli 1977 i Holzminden, dåvarande Västtyskland, är en tysk högerhänt före detta professionell tennisspelare som rankades som världsfyra i singel 2000.

## Tenniskarriären
Nicolas Kiefer blev professionell ATP-spelare 1995. Han har till juni 2008 vunnit sex singel- och 3 dubbeltitlar på touren och rankades som bäst som nummer 4 i singel (januari 2000) och nummer 56 i dubbel (februari 2003). Hans främsta underlag är hard-court och han har vunnit 5 av sina singeltitlar på det underlaget, den sjätte vann han på gräsunderlag. 
Kiefer vann sin första singeltitel 1997 i Toulouse genom finalseger över Mark Philippoussis (7–5, 5–7, 6–4). Sin andra titel vann han 1999 som kom att bli hans hittills (2008) bästa säsong med tre singeltitlar. Han finalbesegrade i april Wayne Ferreira i Tokyo, i juni svensken Nicklas Kulti i Halle (gräs) och slutligen i september i Tasjkent Georg Bastl. Efter den säsongen nådde han sin högsta singelranking (nummer 4).
Säsongen 2000 vann han ytterligare två titlar (Dubai, finalseger över Juan Carlos Ferrero och Hongkong, finalseger över Mark Philippoussis). 
I Grand Slam-turneringar har Kiefer haft måttlig framgång, och nådde som bäst semifinal i Australiska öppna 2006, vilken han förlorade mot slutsegraren Roger Federer.
Kiefer har deltagit i det tyska Davis Cup-laget 1998-99, 2001-06 och 2008. Han har spelat totalt 23 matcher och vunnit 10 av dem.

## Spelaren och personen
Nicolas Kiefer började spela tennis som 6-åring. Han hade en briljant juniorkarriär med seger i juniorsingeln i Australiska öppna och US Open 1995. Efter den säsongen ramnkades han som världstvåa bland juniorer. 
Våren 2006, i Franska öppna, drabbades Kiefer av en vristskada som tvingade honom till ett drygt årslångt speluppehåll. 

## ATP-touren, titlar
- Singel
  - 1997 - Toulouse
  - 1999 - Tokyo, Halle, Tasjkent
  - 2000 - Dubai, Hong Kong
- Dubbel
  - 1998 - Ostrava
  - 2002 - Los Angeles
  - 2003 - Tokyo